# 다카하기촌
다카하기촌(高萩村)은 사이타마현 이루마군에 설치되었던 촌이다. 현재의 히다카시 동부에 해당한다.